# Lassen Peak
Lassen Peak je v současnosti neaktivní sopka, nacházející se v Kalifornii, USA v Kaskádovém pohoří. Je nejjižnější sopkou Kaskádového pohoří a zároveň jednou ze dvou (druhá je St. Helens), které eruptovaly v 20. století. Je součástí národního parku Lassen Volcanic National Park.
Stratovulkán je pojmenován po dánském kováři, rančerovi a prospektorovi Peteru Lassenovi, který doprovázel výpravy do Kalifornie v dobách zlaté horečky. Lassen Peak je znám i tím, že má nejvyšší průměrné roční úhrny srážek v jižní části pohoří. Sněhová pokrývka dosahuje až 16 m, v některých letech ale až 25 m.

## Geologie
Sopečná aktivita v oblasti Lassen Peaku se datuje do období před 600 000 lety, kdy došlo k vytvoření vulkánu Brokenoff. Během čtyřistatisícileté aktivity se erupční centra přesouvala na severní stěnu vulkánu, kde se vytvořilo několik lávových dómů (Bumpass Mountain, Ski Heil Peak, Reading Peak), mezi nimi i samotný Lassen Peak. Ten vznikl před 28 000 lety. Poslední erupce v oblasti Lassen Peak se odehrály v letech 800, 880, 980, 1650. Úplně poslední erupcí byla freatická erupce, která začala 30. května 1914 a skončila v červnu 1917. Od této události nejeví sopka žádné známky aktivity.